# Chambre à gaz
Pour les articles homonymes, voir Chambre.

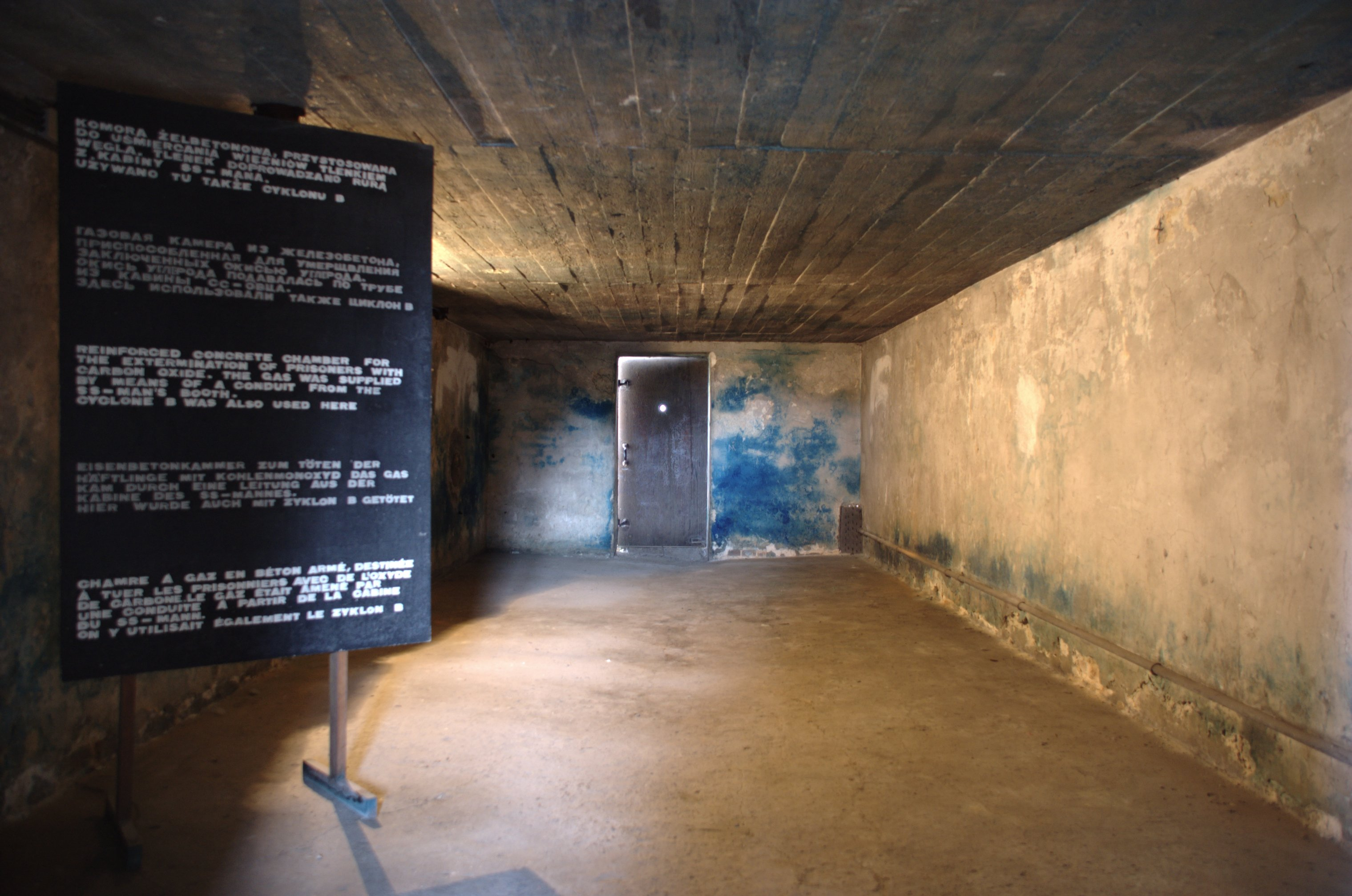
Une chambre à gaz du centre d'extermination de Majdanek en 2007.

Une chambre à gaz est généralement un dispositif destiné à donner la mort, consistant en une pièce hermétiquement close dans laquelle un gaz toxique ou asphyxiant est introduit. L'agent toxique le plus communément utilisé est le cyanure d'hydrogène.
Des chambres à gaz furent utilisées par l'Allemagne hitlérienne pour assassiner principalement des Juifs, mais également des homosexuels, des Témoins de Jéhovah et plusieurs dizaines de milliers de Tziganes, dans le cadre du programme génocidaire des nazis.
Des chambres à gaz sont aussi utilisées depuis le début des années 1920 dans certains États des États-Unis, comme méthode d'exécution individuelle de la peine de mort, en application de décisions de justice. 
Le gaz a également été utilisé à partir des années 1930 en Lituanie jusqu'à son occupation durant la Seconde Guerre mondiale. 
Elles sont également employées pour l'abattage de petits animaux à fourrure, l'extermination de pigeons et pour des entraînements militaires.

## Utilisation par la France pendant l'expédition de Saint-Domingue
En 1802, le premier Consul de la République française, Napoléon Bonaparte, envoie son beau-frère, le général Charles Leclerc, à Saint-Domingue pour y rétablir l'esclavage. Leclerc meurt pendant l'expédition, mais son second, le général de Rochambeau, lui succède et met en place « des prisons flottantes appelées étouffoirs dans lesquelles, après avoir enfermé des nègres et des mulâtres à fond de cale, on les asphyxiait en y faisant brûler du soufre. ». L'historien Claude Ribbe dresse un parallèle entre ces « étouffoirs » et les futures chambres à gaz nazies. 

## Utilisation massive par l'Allemagne nazie
L'utilisation des chambres à gaz a été poussée à un niveau industriel dans les camps nazis, pour exterminer principalement des Juifs, mais aussi des Tsiganes et des homosexuels, pendant la Seconde Guerre mondiale. 

### Gaz

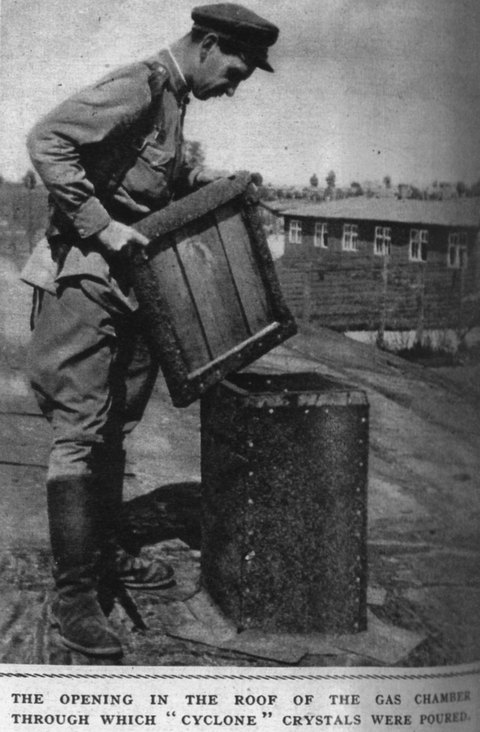
Soldat soviétique ouvrant le couvercle du conduit où étaient versés les cristaux de gaz, photo publiée dans Illustrated London News, 14 octobre 1944

Le gaz employé à Auschwitz fut l'acide cyanhydrique, dégagé par le Zyklon B fabriqué en utilisant le procédé Andrussow par la firme Degesch et par Testa qui était une filiale spécialisée de distribution appartenant en partie à la société allemande IG Farben. 

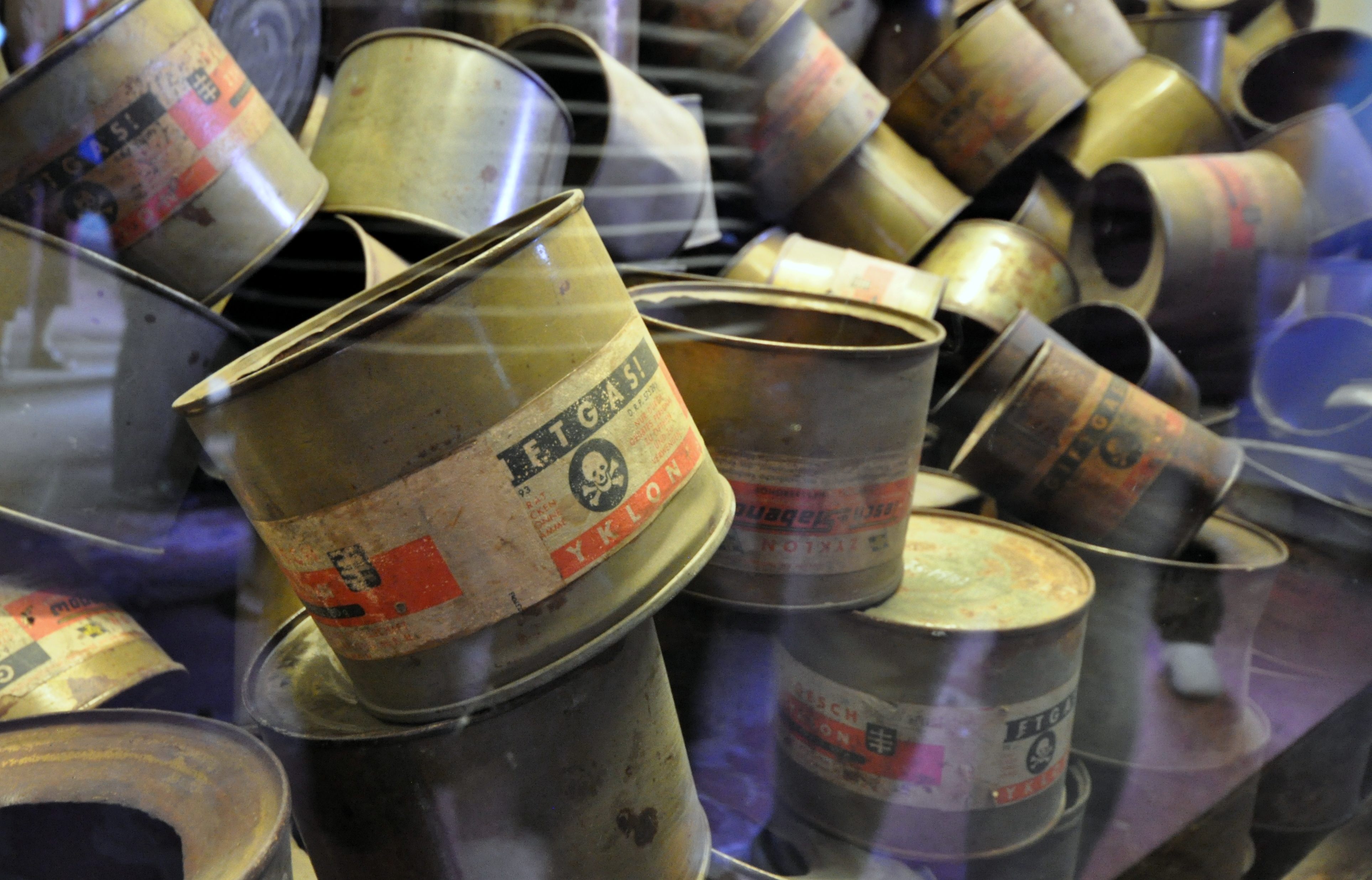
Boites de Zyklon B, musée national d'Auschwitz

Dans certains autres camps d'extermination, ce sont des gaz d'échappement qui ont été utilisés de façon exclusive, qui tuaient les victimes par intoxication au monoxyde de carbone, soit dans des chambres à gaz (dans les camps de l'Aktion Reinhardt), soit dans des camions mobiles où les fumées des pots d'échappement étaient redirigées dans l'habitacle des camions pour étouffer leurs occupants situés à l'arrière, comme ce fut le cas, par exemple, à Chelmno à partir de décembre 1941. Les deux modes d'extermination humaine par gaz ont cohabité même si les chambres à gaz « industrialisaient  » ce type de mise à mort et correspondaient mieux au projet nazi en faisant plus rapidement, plus de victimes et pour les camps qui en possédaient, tout près des fours crématoires pour brûler les corps, ce qui faisait plus encore gagner en « efficacité » dans la logique bureaucratique nazie.

### Contre les personnes handicapées
Des gazages utilisant des bouteilles de monoxyde de carbone furent expérimentés par les nazis pour assassiner les personnes handicapées ou les malades étiquetés « vies inutiles » dans un vaste plan d’eugénisme, qui fit au total, selon les estimations, de 70 000 à plus de 100 000 victimes, très majoritairement entre 1939 et 1941, le plan ayant officiellement cessé à la suite des protestations de l’Église catholique — il y eut ensuite une campagne d'élimination sauvage, n'utilisant plus de gaz et faisant nettement moins de victimes.

### Bâtiments

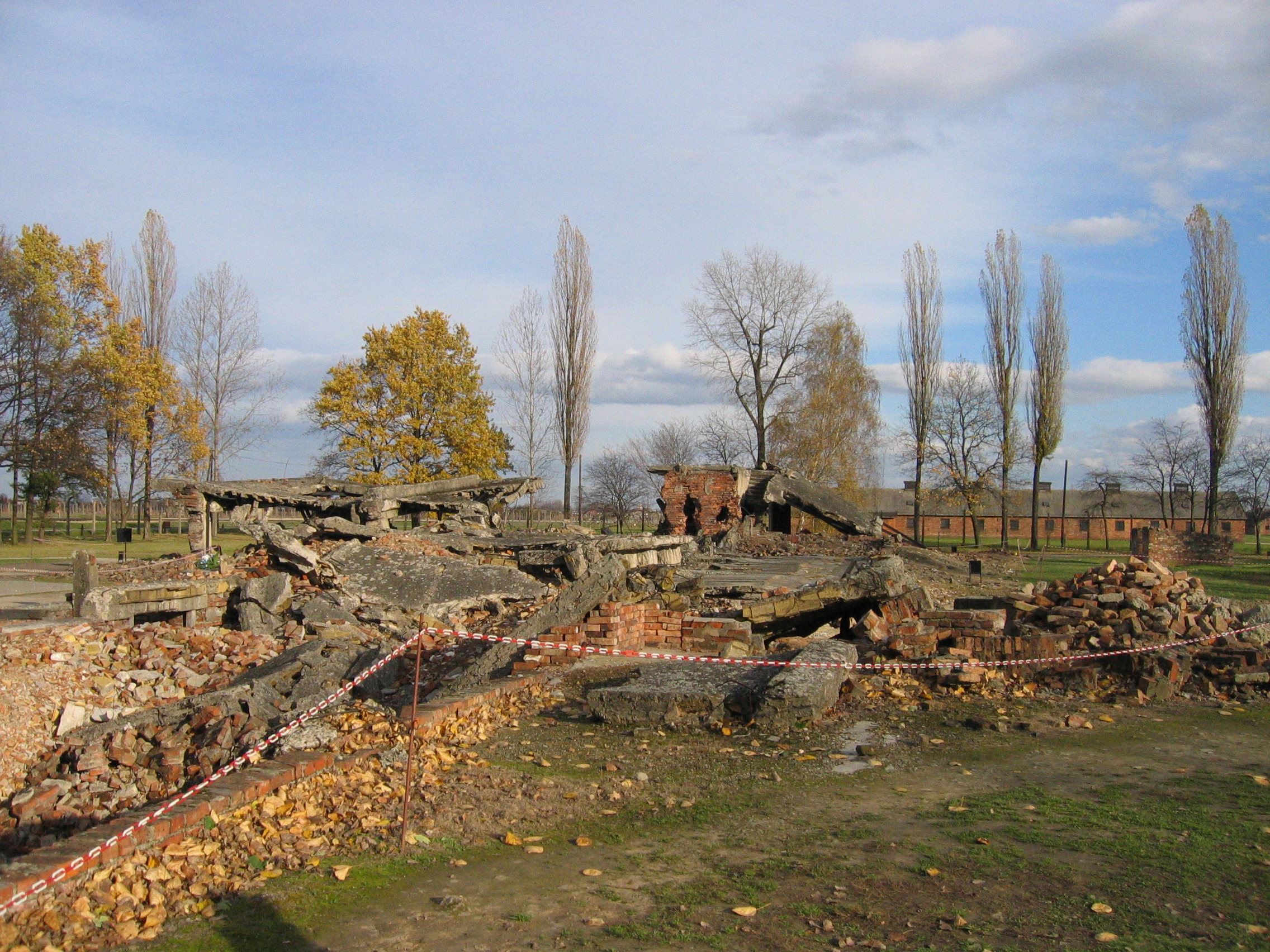
Les ruines du Krema II d'Auschwitz-Birkenau en 2008. Les quatre Krema du camp de Birkenau et leurs chambres à gaz conçues dans un complexe qui incorpore également salles de déshabillage et fours crématoires incarnent l'ultime stade industriel du processus de la « solution finale » nazie.

À Auschwitz, les locaux de gazage faisaient partie des crématoires (on appelle alors « crématoire » un bâtiment incluant en un même lieu les salles de déshabillage (ou vestiaire), chambres à gaz et salles des fours). À Auschwitz, il y a cinq crématoires appelés K I, K II, K III, K IV et K V (K I à Auschwitz I, les autres à Auschwitz II c’est-à-dire Birkenau). Les crématoriums diffèrent dans leur conception ; les K II et K III ont leurs salle de déshabillage et chambre à gaz enterrées alors que les K IV et K V ont toutes leurs pièces constitutives en terre-plein.
Le crématoire II fut livré le 31 mars 1943. Dans les bordereaux de réception, il est indiqué que la leichenkeller I (morgue I) est équipée d'une porte étanche aux gaz, de quatre colonnes grillagées et de quatre obturateurs en bois. Ces colonnes grillagées en treillis de fil de fer servaient au versement du Zyklon B à partir des ouvertures percées dans le toit.
En outre, cette pièce est équipée d'un système de désaération de 3 000 m3/h avec une soufflerie en bois pour l'extraction de vapeurs ou gaz corrosifs. La porte étanche aux gaz était munie d'un regard de verre double de 8 mm d'épaisseur avec garniture et joints de caoutchouc.
La commande du 12 juin 1943 no 600 indique : « une clé pour la chambre à gaz ». La firme Riedel indique pour le 2 mars 1943 : « damer et bétonner le sol dans la chambre à gaz. »

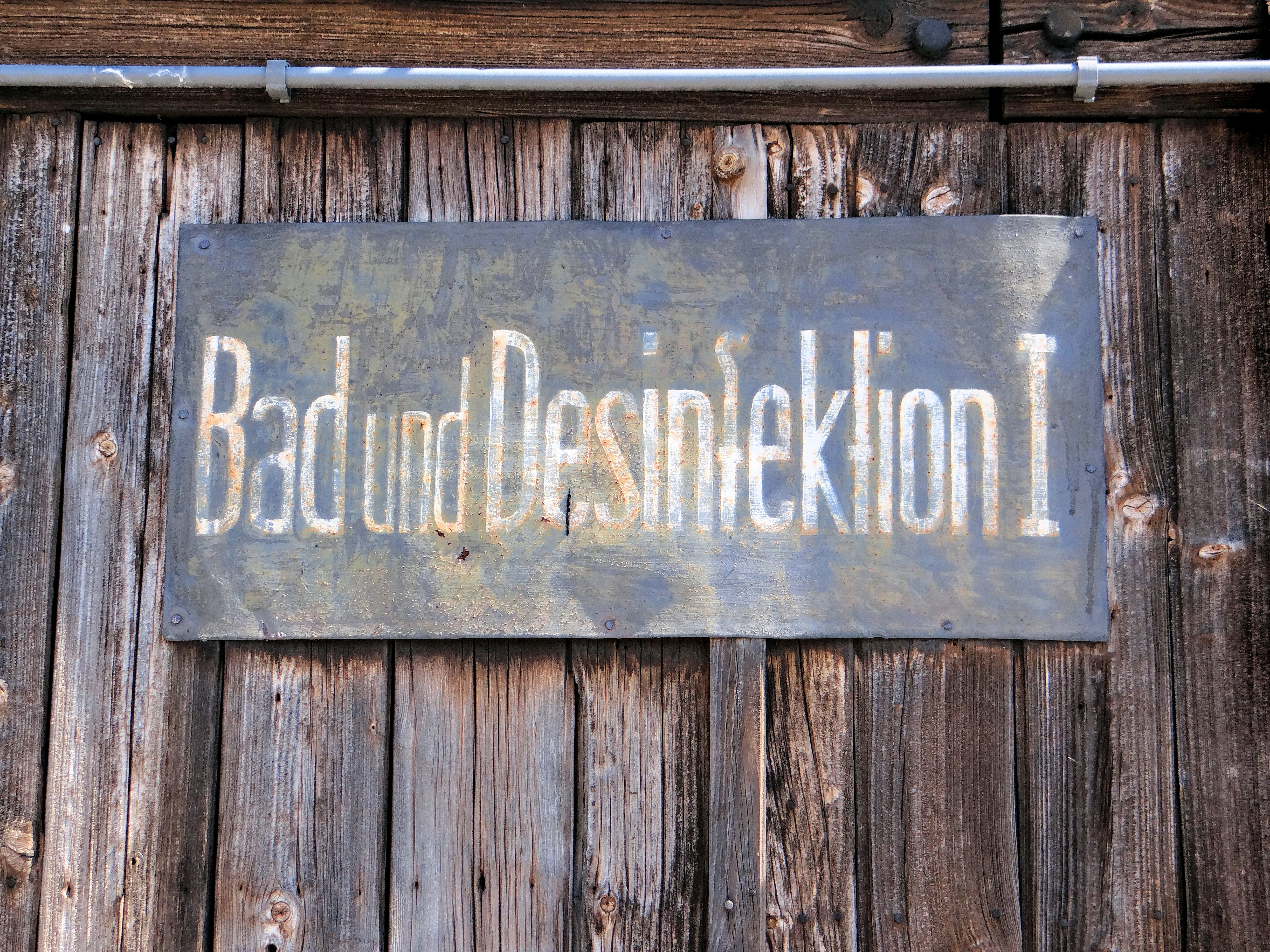
Panneau indiquant « Bain et désinfection I » à l'entrée de la chambre à gaz I, camp de Majdanek

En plus de ces Krematorium, il y avait dans le bois à la lisière extérieure du camp de Birkenau des chambres à gaz dans deux lieux appelés Bunker. Les deux bunkersont été utilisés avant la construction des K II à V. Il s'agissait au départ de chaumières paysannes existant antérieurement au camp et appartenant à des paysans polonais qui en ont été expropriés[réf. nécessaire].
Ils ont ensuite été l'objet de travaux destinés à les adapter à leurs fonctions sur ordre de R. Höß, le commandant du camp, qui tenait lui-même ses ordres de Himmler. La capacité de ces bunkers était bien inférieure à celle des crématoires. Les bunkers 1 et 2 ont cessé d'être utilisés lorsque les Krematorium ont été terminés. Le Bunker 1 (deux chambres à gaz) a alors été détruit. Le Bunker 2 (quatre chambres à gaz) en revanche a été conservé et remis en service lors des transports massifs de Juifs hongrois durant l'année 1944, car les quatre crématoires n'y suffisaient pas. 

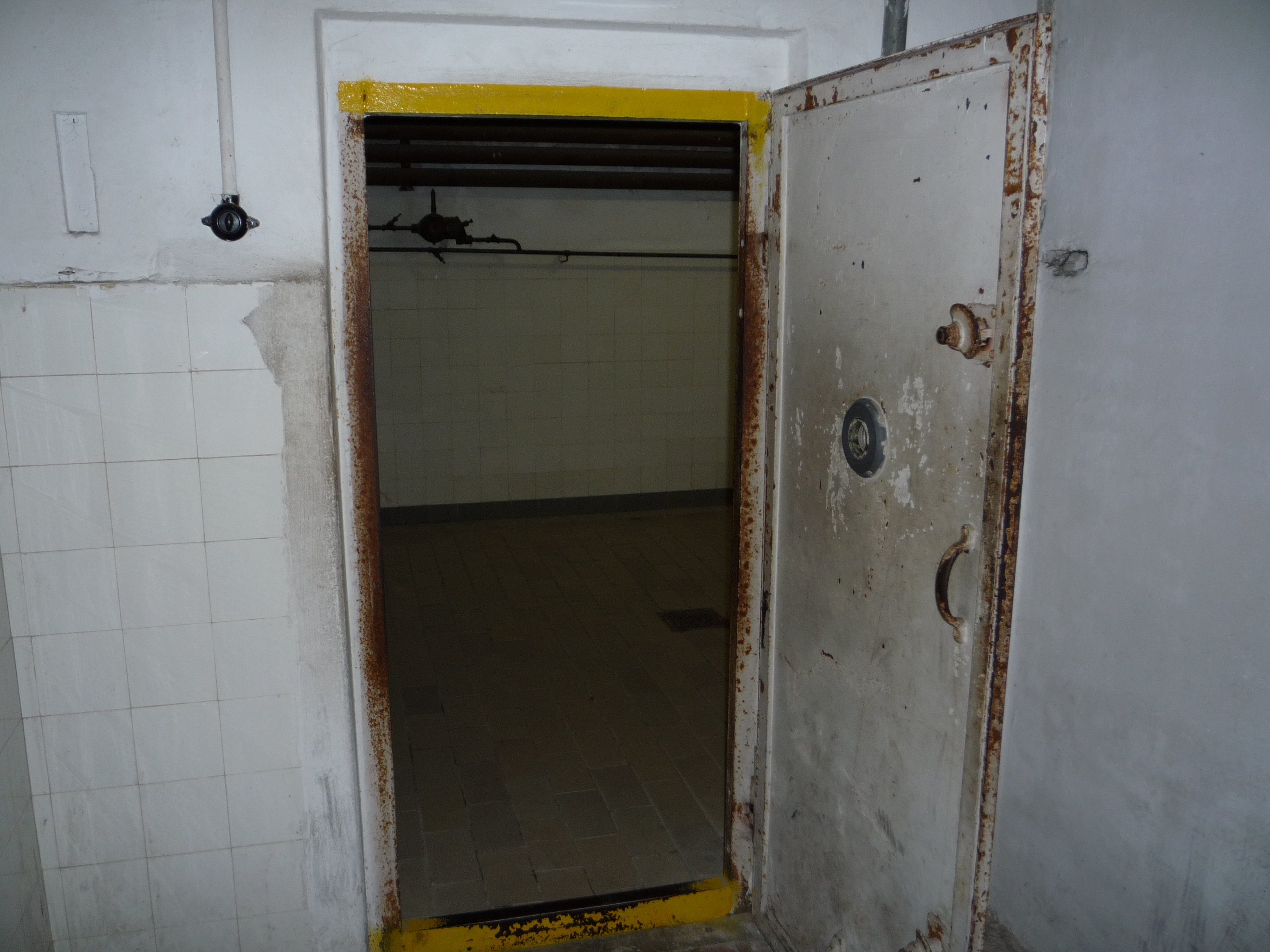
Porte de la chambre à gaz du camp de Mauthausen

Pour certaines, les chambres à gaz prenaient l'apparence anodine de salles de douches pouvant contenir simultanément jusqu'à 3 000 personnes pour les K II et III et 2 000 pour les K IV et V.

### Méthode
Une fois les portes fermées, un officier SS versait les cristaux de Zyklon B par des ouvertures dans le toit qu'il obturait ensuite par des dalles en béton (aux K I, K II et K III) ou par des lucarnes de bois en haut des murs (aux Bunkers et aux K IV et K V). Dans le premier cas, le produit tombait dans des colonnes creuses jalonnant la chambre d'où le gaz commençait à se diffuser. La mort survenait progressivement après 6 à 20 minutes (variable selon la quantité de personnes dans la salle et la chaleur) de convulsions et d'étouffement. Après un délai qui était jugé convenable par un médecin SS regardant pour cela dans la pièce par un œilleton, on ouvrait les portes. Peu après, dans les crématoires équipés de ventilation, les cadavres étaient sortis de la chambre à gaz. Là, un Kommando était chargé de raser les cheveux des femmes et de récupérer les objets de valeur, y compris les dents en or. Ensuite, ces prisonniers devaient empiler les cadavres dans des monte-charges vers la salle des fours aux K II et III parce que les chambres à gaz y étaient au sous-sol.

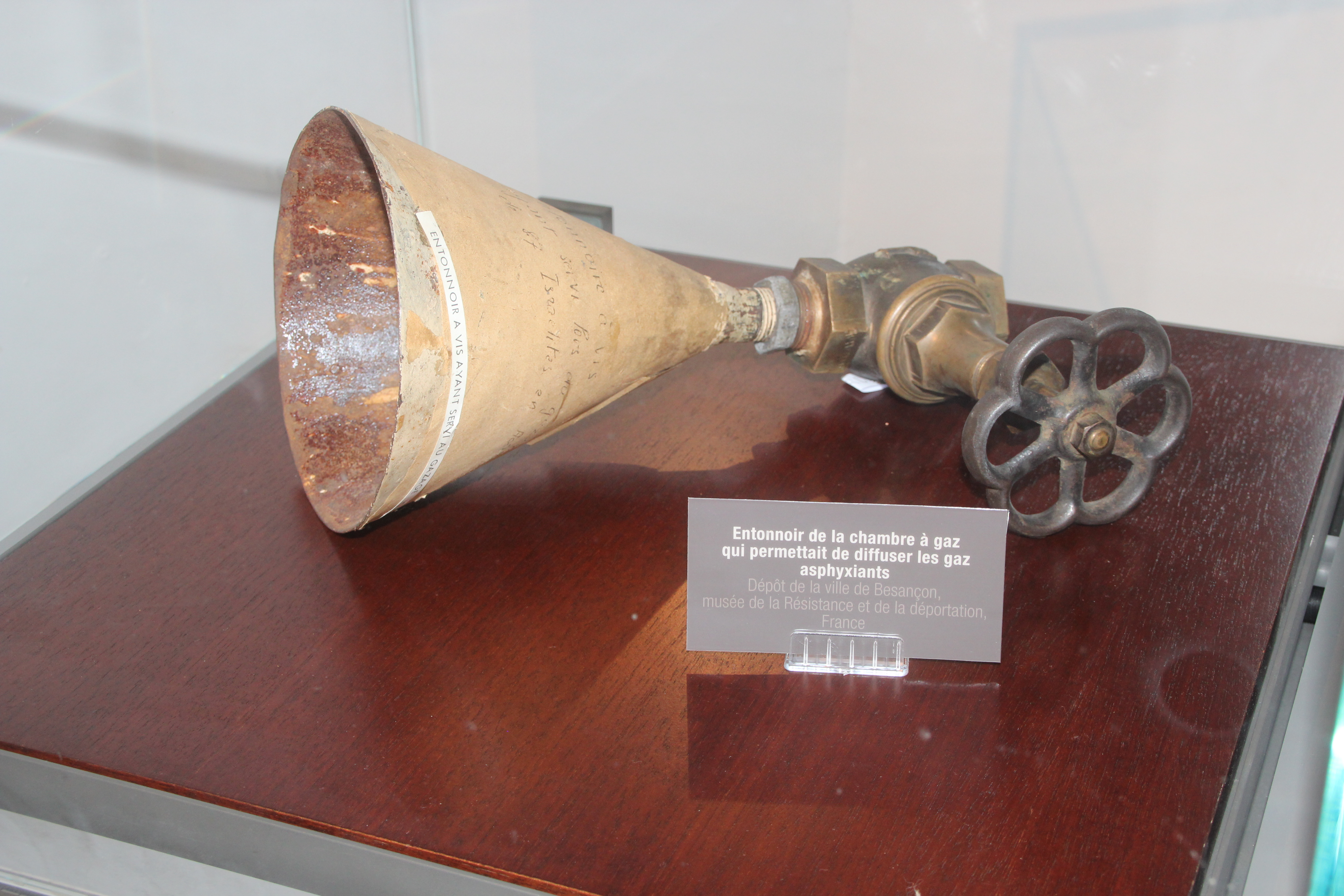
Manette et entonnoir permettant de diffuser le gaz dans la chambre à gaz du camp de Natzwiller-Struthof

Au Bunker 1 d'Auschwitz, par exemple, il était nécessaire d'attendre plusieurs heures avant de faire venir le Sonderkommando des prisonniers chargés de sortir les corps (pour que les gaz se soient suffisamment dissipés), ou bien il fallait les équiper de masques anti-gaz. Forts de cette expérience, les travaux ordonnés par les SS au Bunker 2 ont prévu deux portes se faisant face pour chacune des quatre chambres à gaz afin d'en faciliter l'aération. Dans les quatre complexes de chambres à gaz - crématoires construits par la suite à Auschwitz, les SS ont demandé aux entreprises de prévoir des systèmes de ventilation.
Les douches de Birkenau étaient factices et n'étaient donc pas raccordées à une alimentation en eau. Elles faisaient en effet partie d'une ruse visant à obtenir le calme des victimes en leur faisant croire aussi longtemps que possible que les installations avaient une fonction hygiénique. Dans ce but, les SS d'Auschwitz avaient également placé des pancartes Zum Baden sur les portes, ainsi que des crochets numérotés dans les vestiaires où les victimes se déshabillaient ; on leur disait alors de bien retenir le numéro.
À Treblinka, les pommes de douche n'étaient pas raccordées à l'eau non plus. Comme à Birkenau, les prisonniers devaient utiliser des tuyaux d'arrosage avant de sortir les corps.

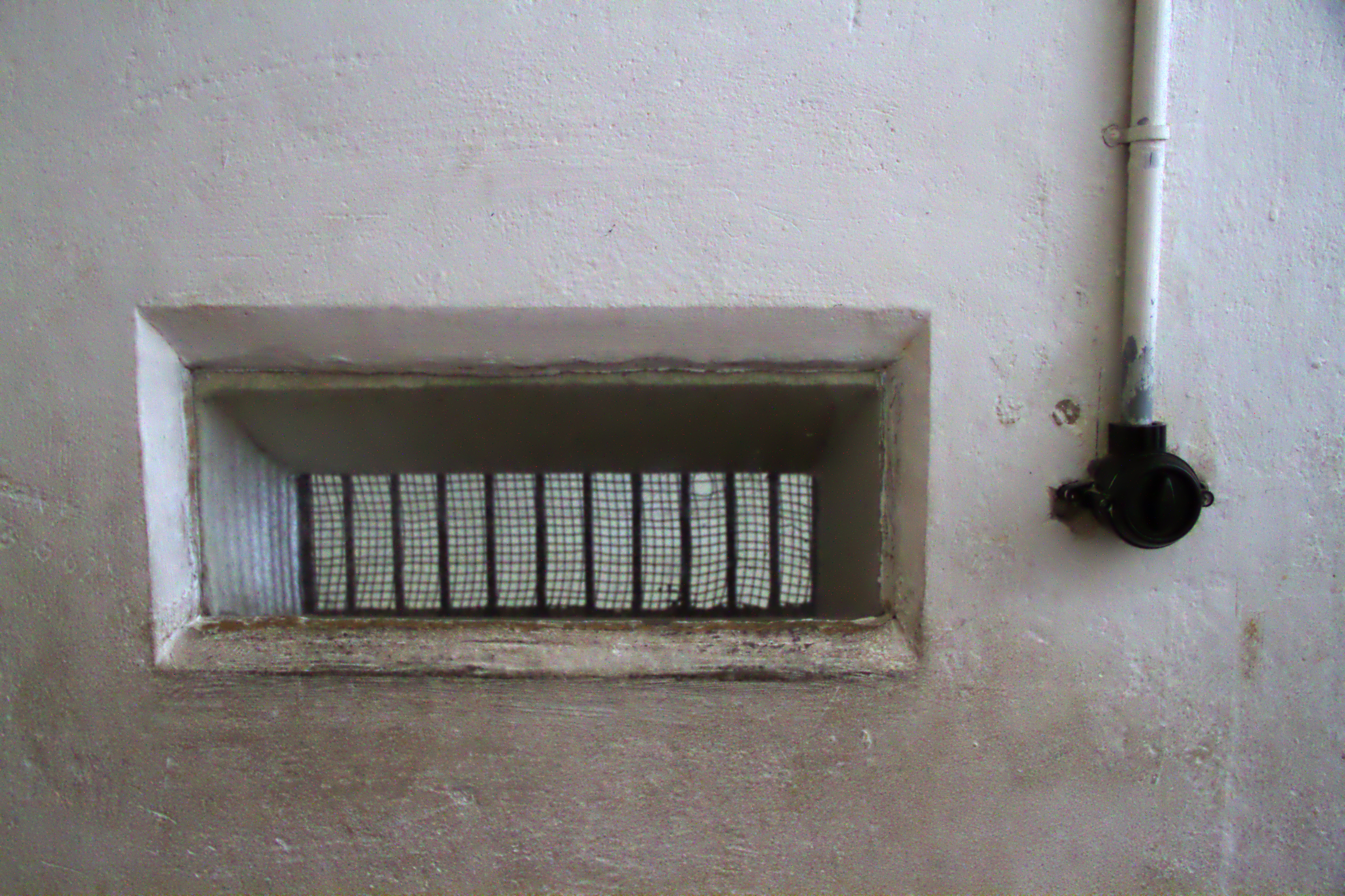
Lucarne servant à l’observation de l'agonie des victimes pendant le gazage, camp de Natzwiller-Struthof

### Différents camps
Une confusion peut naître d'une méconnaissance de la différence entre :
- les camps d'extermination (Chelmno, Belzec, Sobibor, Treblinka, et les camps mixtes Auschwitz, Majdanek et de Natzweiler-Struthof) qui disposèrent de chambres à gaz — ou qui utilisèrent parfois des camions aménagés — pour certains dès 1941 en vue de gazages en masse s'inscrivant dans le cadre de la mise en œuvre de la solution finale ;
- certains camps de concentration qui servaient avant tout de camp de travail et en disposèrent pour certains d'entre eux (Sachsenhausen, Ravensbrück, Mauthausen, entre autres). Ces camps n'en firent qu'un usage limité, afin d'éliminer les déportés trop épuisés ou malades, devenus inaptes au travail (procédé permettant de laisser le moins de traces possible pour évaluer leur nombre avec précision) ;
- les camps de transit (camp de Drancy, camp des Milles…) qui étaient une étape avant transfert.

### Galerie

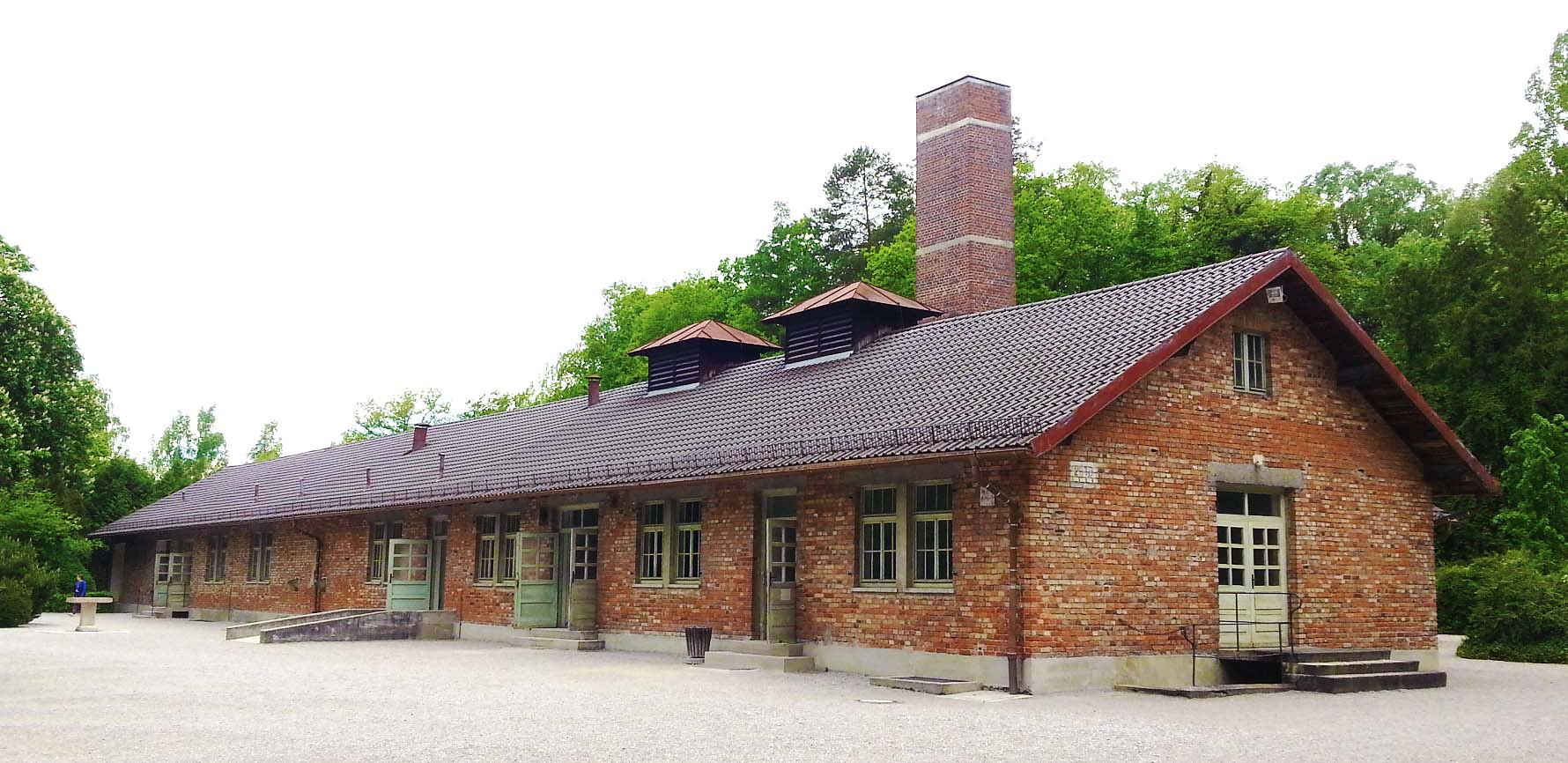
Chambre à gaz du camp de Dachau
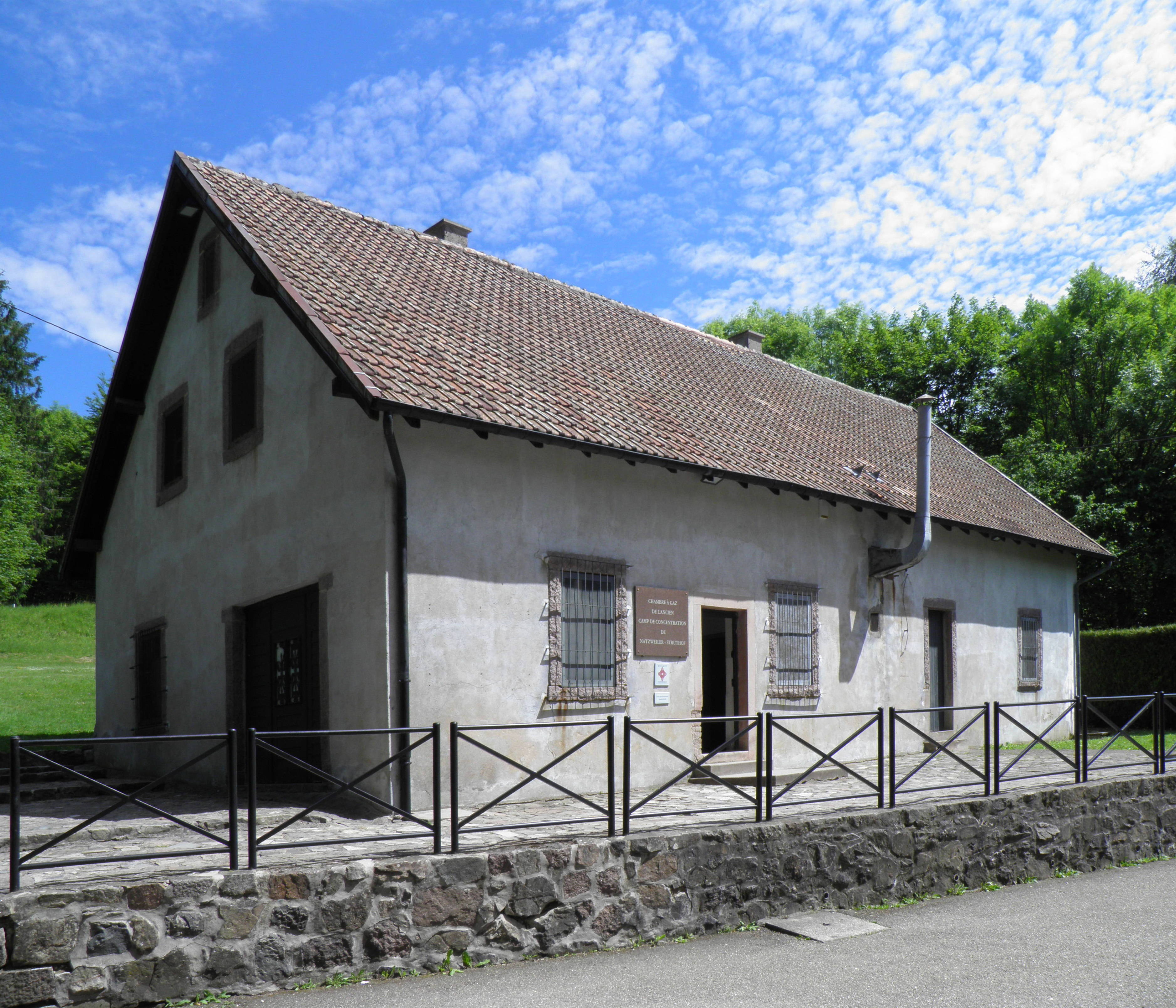
Chambre à gaz du camp de Natzwiller-Struthof
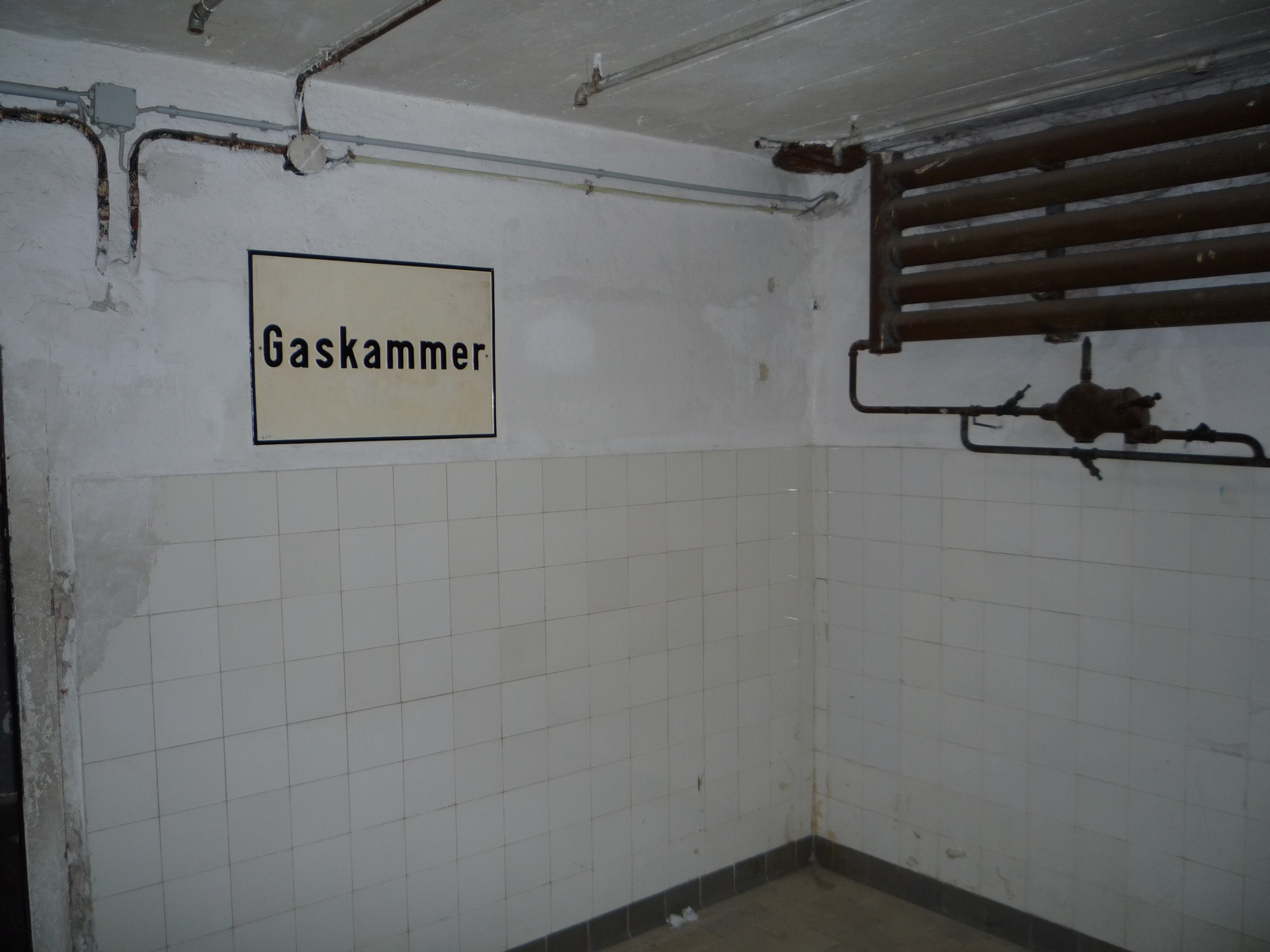
Chambre à gaz du camp de Mauthausen
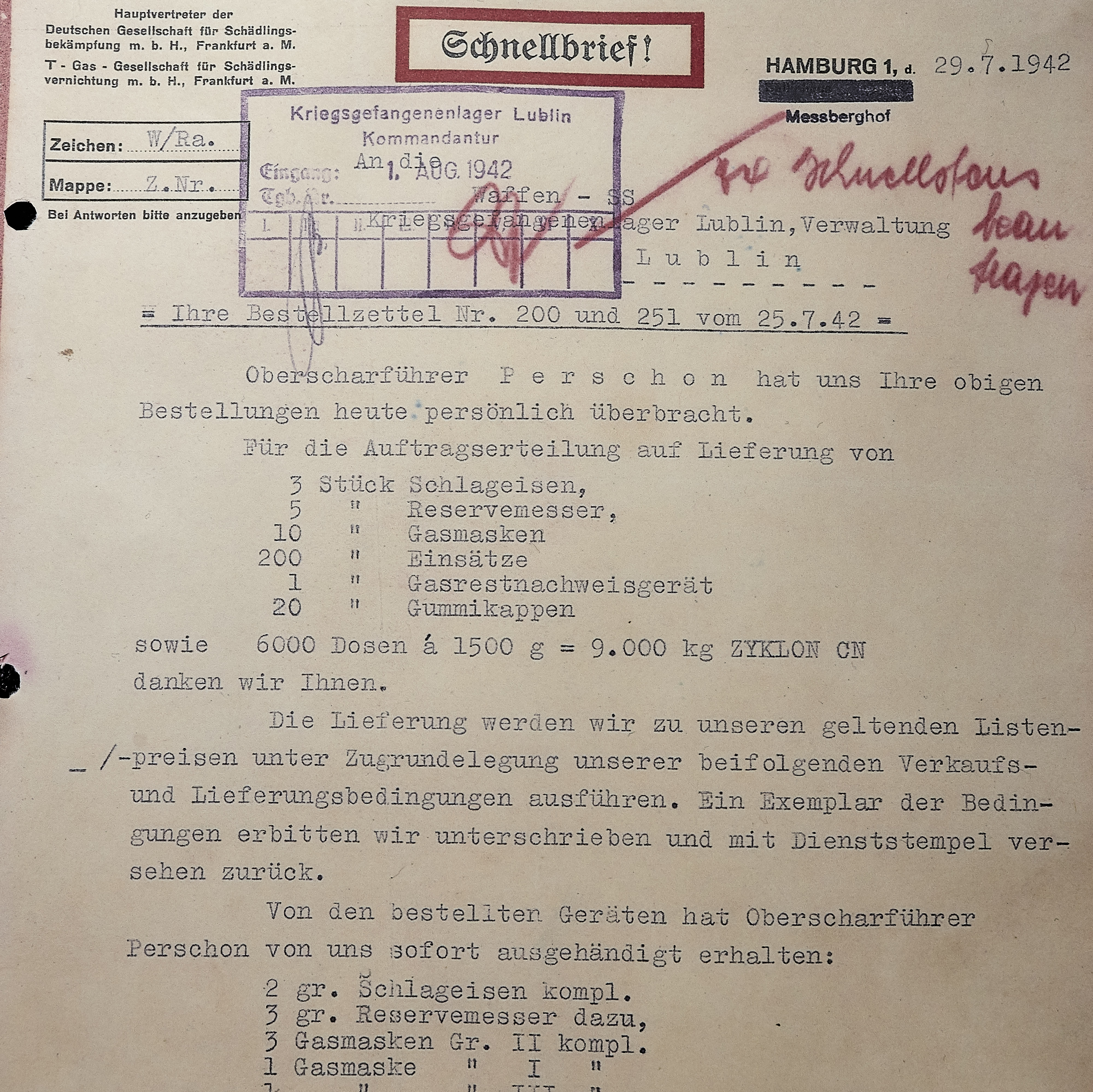
Confirmation de commande de zyklon et autres accessoires pour Lublin, juillet 1942
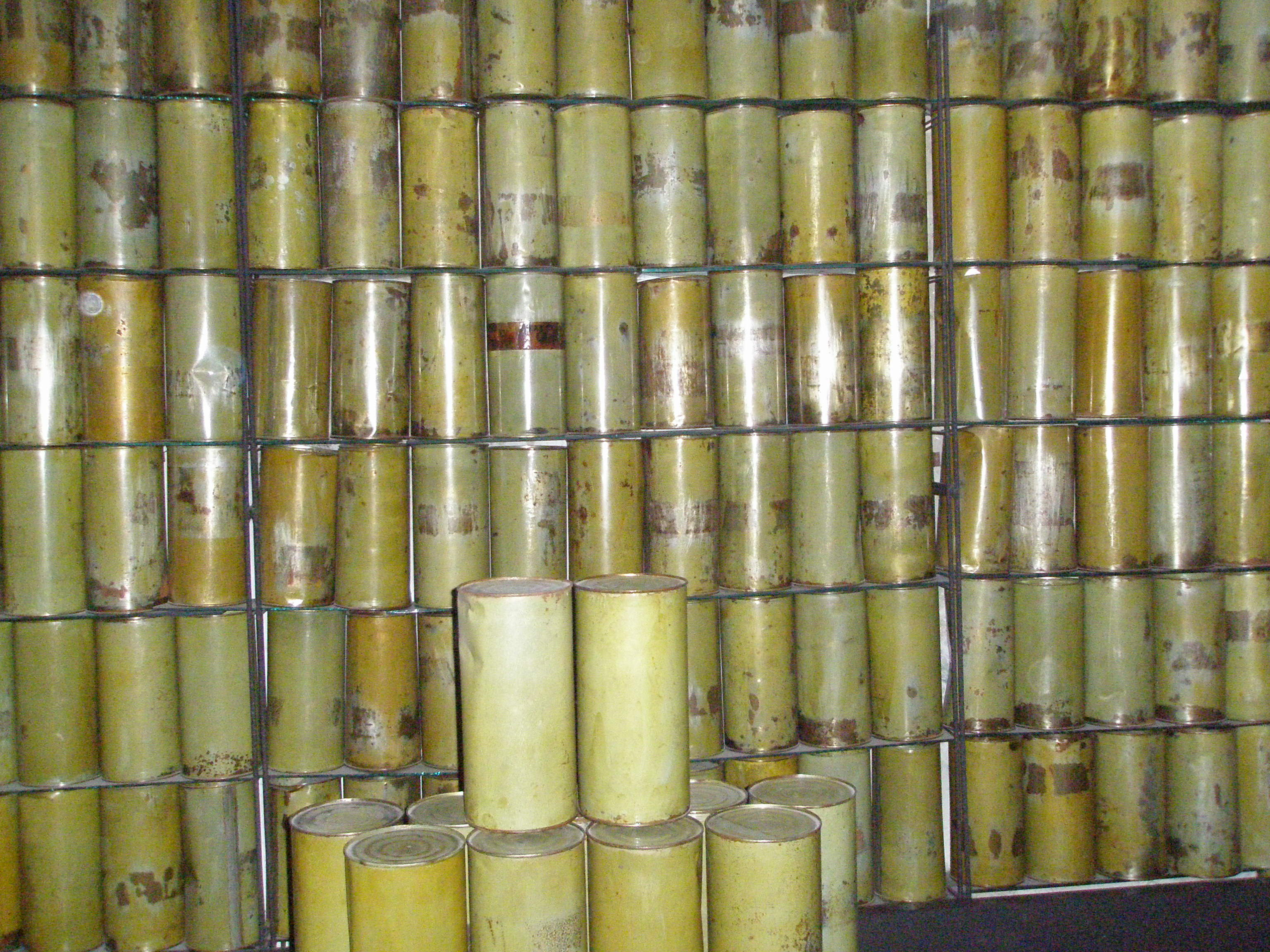
Boites de zyklon B au camp de Majdanek
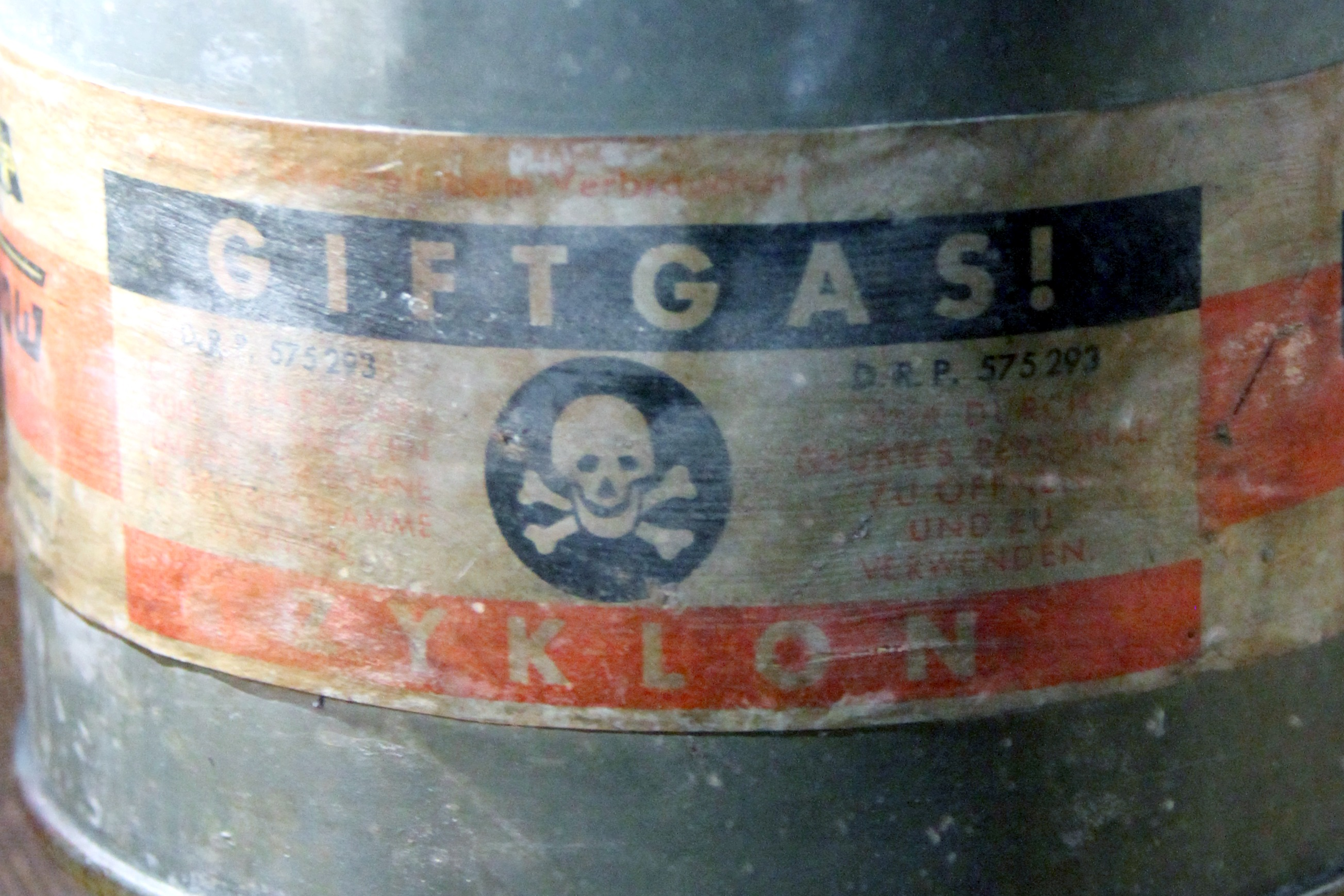
Etiquette sur une boite de zyklon B
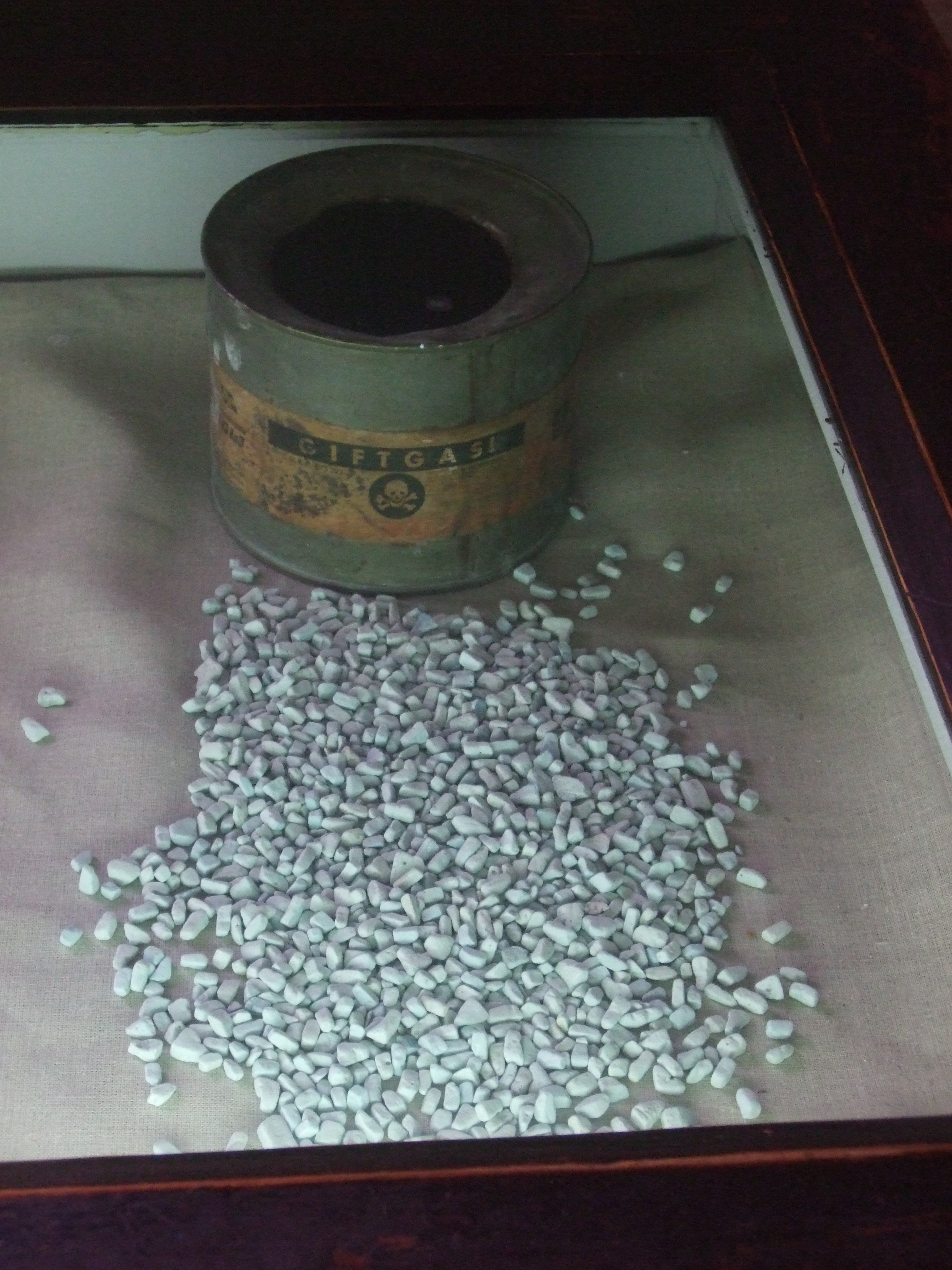
Cristaux létaux de zyklon B
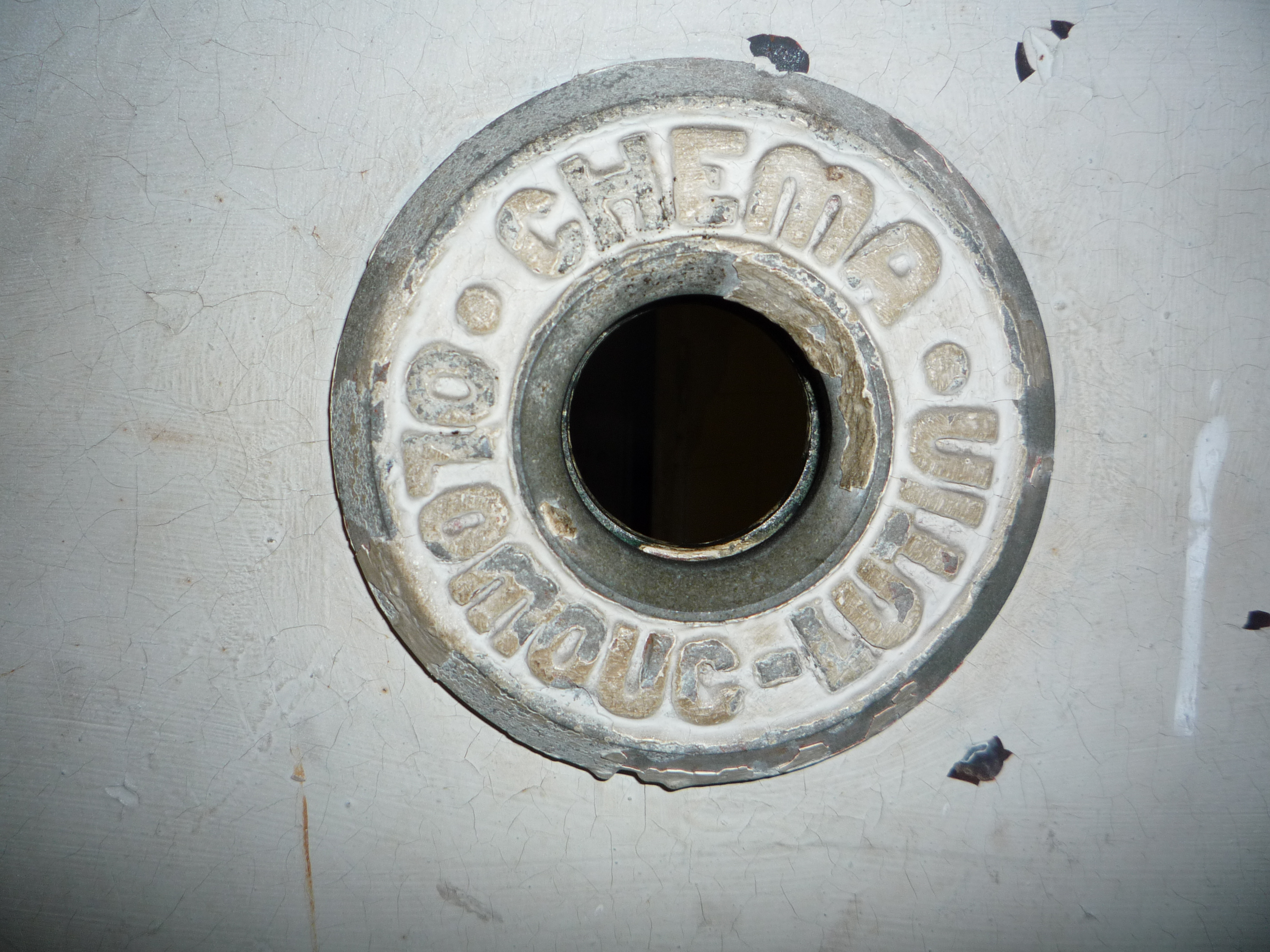
Œilleton de la chambre à gaz du camp de Mauthausen
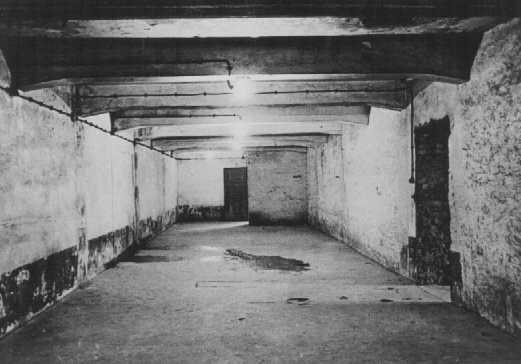
Chambre à gaz du camp d'Auschwitz, 1945
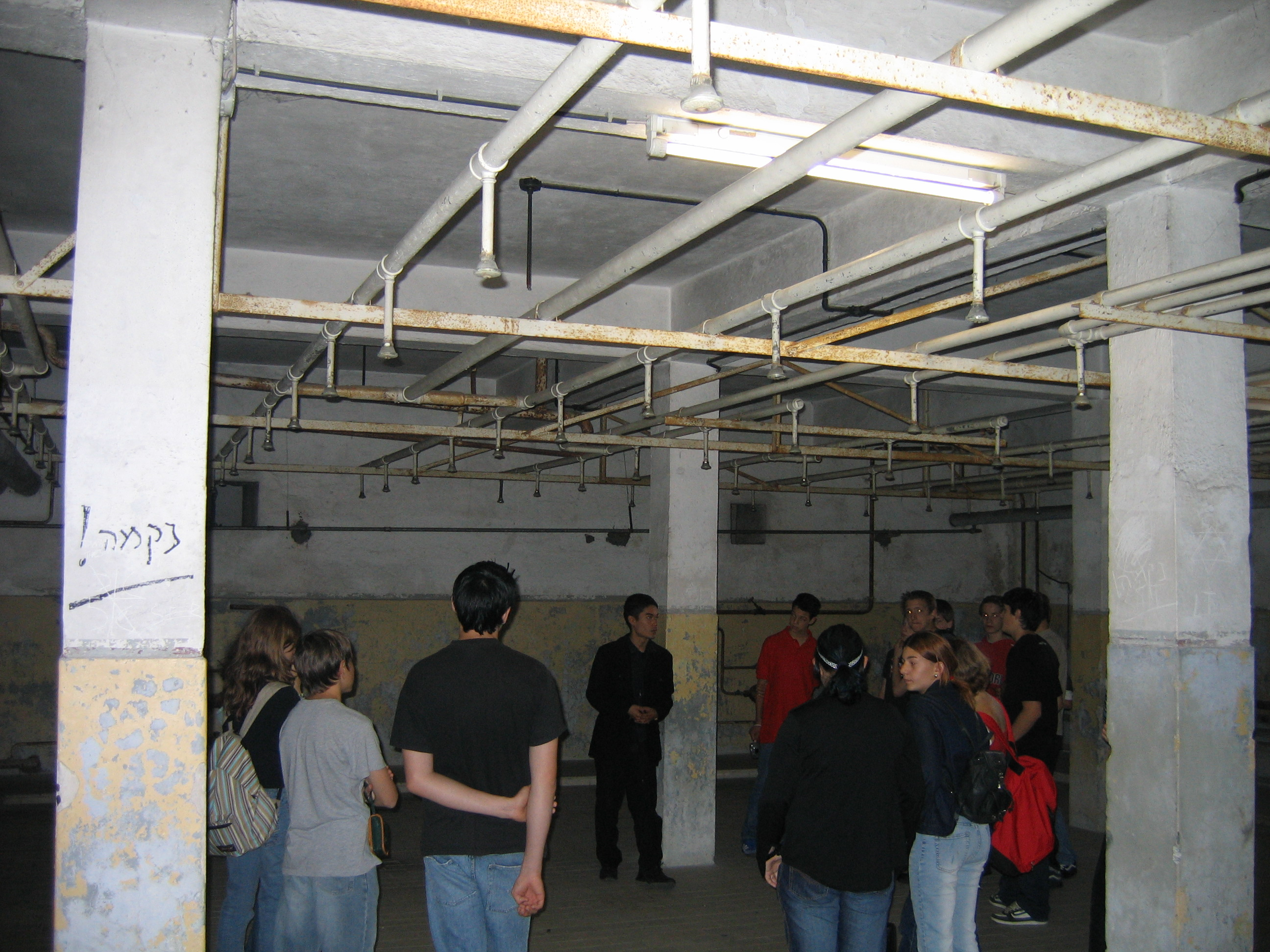
Chambre à gaz du camp de Mauthausen
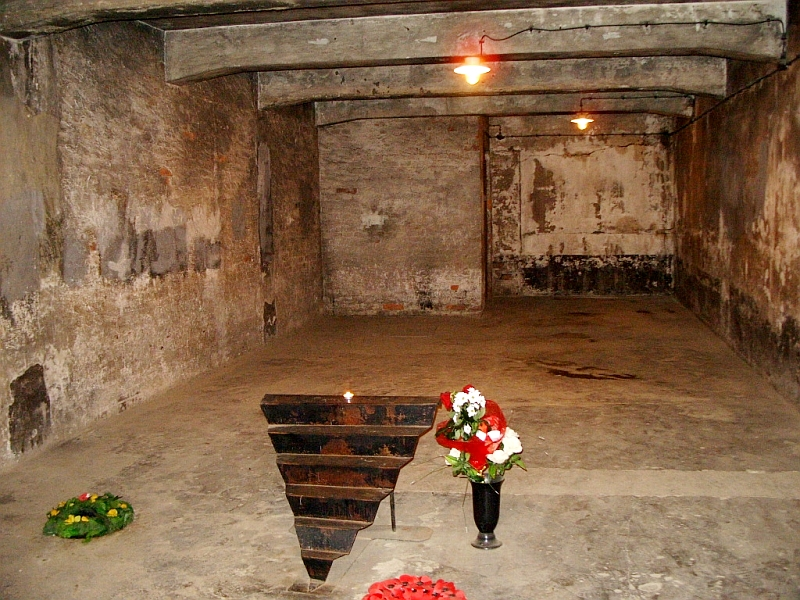
Mémorial dans la chambre à gaz de Auschwitz I

### Négationnisme
Les thèmes d'une prétendue « impossibilité technique » ou d'une « inexistence » historique des chambres à gaz, des centres d'extermination nazis, sont récurrents dans le discours du courant idéologique « négationniste ». Celui-ci les utilise comme prétextes à mettre en avant un nouveau prétendu complot juif censé avoir forgé un « mythe des chambres à gaz » pour contraindre les États occidentaux à financer et à soutenir l’État d’Israël.
Fondée sur des manipulations des sources, sur le recours à des procédés hypercritiques et sur un apparat pseudo-scientifique, cette propagande a été notamment véhiculée depuis les années 1980 en France par Robert Faurisson, en Allemagne par Wilhelm Stäglich, aux États-Unis par Arthur Butz et en Grande-Bretagne par David Irving. Elle s'est en particulier illustrée à l'occasion de l'affaire dite du rapport Leuchter à la fin des années 1980.
Les négationnistes tentent soit de nier leur existence, soit de relativiser la barbarie des chambres à gaz de la dictature nazie en les comparant à celles utilisées aux États-Unis en application de décisions de justice prononcées dans un pays démocratique (cf. ci-dessous la section « Utilisation en application de la peine de mort aux États-Unis »).
Un des arguments des négationnistes consiste à présenter des photos d'époque des autoclaves servant à désinfecter périodiquement les tenues des déportés comme étant des chambres à gaz. Ces sortes de sas, à deux grandes portes étanches opposées, mesuraient seulement quelques mètres cubes chacun. Dans le cas présent, le discours ne vise donc pas à nier l'existence des chambres à gaz mais à en minimiser le nombre de victimes. Les autoclaves en question étant d'un trop faible volume pour avoir pu contenir le nombre de déportés officiellement gazés, les négationnistes se servent de ces images pour « prouver » que les chiffres seraient faux[réf. souhaitée].

## Utilisation expérimentale par l'armée britannique
Dans les années 1930 et 1940, des centaines de recrues indiennes de l’armée britannique ont été utilisées afin de déterminer quelle quantité de gaz était nécessaire pour tuer un être humain. Les quantités utilisées sur les soldats indiens n'étaient pas mortelles, mais ces derniers ne disposaient pas de protections adéquates et n'étaient pas informés des risques qu'ils encouraient. Beaucoup ont souffert de graves brûlures et développé des maladies.

## Utilisation collective en Corée du Nord
L'utilisation contemporaine en Corée du Nord a été signalée par les médias occidentaux et des agences de défense des droits humains. En février 2004, Kwon Hyuk, qui se présente comme un ancien responsable du camp 22, et Lee Soon-ok, qui se présente comme une ancienne prisonnière, ont témoigné de l'existence et l'utilisation de chambres à gaz dans le principal camp de concentration nord-coréen, le camp 22, qui pourrait enfermer 50 000 personnes, et posséderait des chambres qui serviraient à la fois à éliminer les prisonniers et à mener des expérimentations.
Kwon Hyuk a donné une description d'une chambre. Avec 3,5 mètres de long pour 3 mètres de large, elle serait assez grande pour gazer une famille entière. Étant donné l'idéologie eugéniste alléguée du régime nord-coréen, il serait en effet fréquent que la famille entière d'un prisonnier politique, jusqu'à trois générations, soit condamnée. Des scientifiques seraient chargés de prendre des notes sur le déroulement des exécutions, car ces dernières serviraient également d'expérimentations pour développer des armes chimiques.
Il a cependant été plus tard démontré que le récit de Lee Soon-ok était une fabulation, celle-ci n'ayant jamais été emprisonnée dans un camp de prisonniers politiques. Le témoignage de Kwon Hyok serait également probablement imaginaire selon l'agence de presse sud-coréenne Yonhap.

## Utilisation en application de la peine de mort aux États-Unis

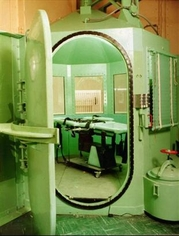
Chambre à gaz à la prison d'État de San Quentin.

Entre 1924 et 1999, treize États ont légalisé la chambre à gaz : l'Arizona, la Californie, le Colorado, le Maryland, le Mississippi, le Missouri, le Nevada, le Nouveau-Mexique, la Caroline du Nord, l'Oregon, Rhode Island et le Wyoming. 594 personnes ont été ainsi exécutées par décision de justice. La Californie (196 exécutions) et la Caroline du Nord (197 exécutions) détiennent le plus grand nombre de mises à mort, le Nouveau-Mexique le plus petit avec une seule exécution, celle de David Cooper Nelson en 1960. Un État, le Rhode Island, ne l'a jamais utilisée.
Quatre États (Arizona, Californie, Missouri et Wyoming) utilisent la chambre à gaz pour appliquer la peine de mort. Cette méthode, utilisée la première fois pour la mise à mort d’un Chinois, Gee Jon, exécuté pour assassinat le 8 février 1924 au Nevada, s’est généralisée dans de nombreux États de l’ouest américain mais n'a plus été employée depuis 1999, du fait de la complexité et du coût de son utilisation. Les condamnés à mort ont en effet le « choix » entre la chambre à gaz et l'injection létale, excepté au Wyoming où la chambre à gaz n'est utilisée que si la méthode courante est jugée anticonstitutionnelle.
Le condamné est installé et sanglé sur une chaise en acier, placée au milieu d’un caisson étanche et vitré. 
Durant la première moitié du XXe siècle, l’action chimique inhalée (dégagement d'acide cyanhydrique - HCN) par le condamné provoque sa mort en cinq minutes maximum environ.
C'est le même cyanure d'hydrogène qui dans les années 1930, a été développé conjointement aux États-Unis par la firme américaine DuPont, anciennement Du Pont de Nemours (pour les chambres à gaz des exécutions capitales de certains États), et en Allemagne nazie par Degesch, l'entreprise possédant les licences pour la fabrication d'acide « prussique » (acide cyanhydrique).
Caryl Chessman a été exécuté le 2 mai 1960 à la prison d'État de San Quentin en Californie. Son affaire a attiré beaucoup d'attention en raison de sa jeunesse, son crime (viol et enlèvement sans mort), sa longue attente dans le cellule des condamnés (presque douze ans) et notamment la méthode spectaculaire et cruelle, pour la presse internationale, de son exécution. 
Depuis 1976, onze personnes ont été exécutées en chambre à gaz aux États-Unis. La dernière fut Walter LaGrand le 3 mars 1999 à Florence dans l’Arizona,. La technique est abandonnée en raison des vives souffrances qu'elle provoque chez les détenus, pouvant durer plus d’une dizaine de minutes. L'État de l'Oklahoma a introduit le protocole d'inhalation forcée d’azote dans ses textes de loi en 2015, et a lancé en 2018 des expériences, cette technique n'ayant jamais été testée sur l'être humain.

## Utilisation pour abattre des animaux
Des chambres à gaz sont également utilisées comme moyen d'abattage d'animaux, notamment pour l'exploitation de la fourrure animale, le but étant de la préserver en bon état.
Des caissons à gaz sont commercialisés pour tuer par suffocation des pigeons préalablement capturés. L'agonie du pigeon dure environ cinq minutes et la société qui vend ces machines affirme qu'elle serait sans douleur et qualifie d'« euthanasie » la mort ainsi administrée.

## Utilisation militaire d’entraînement

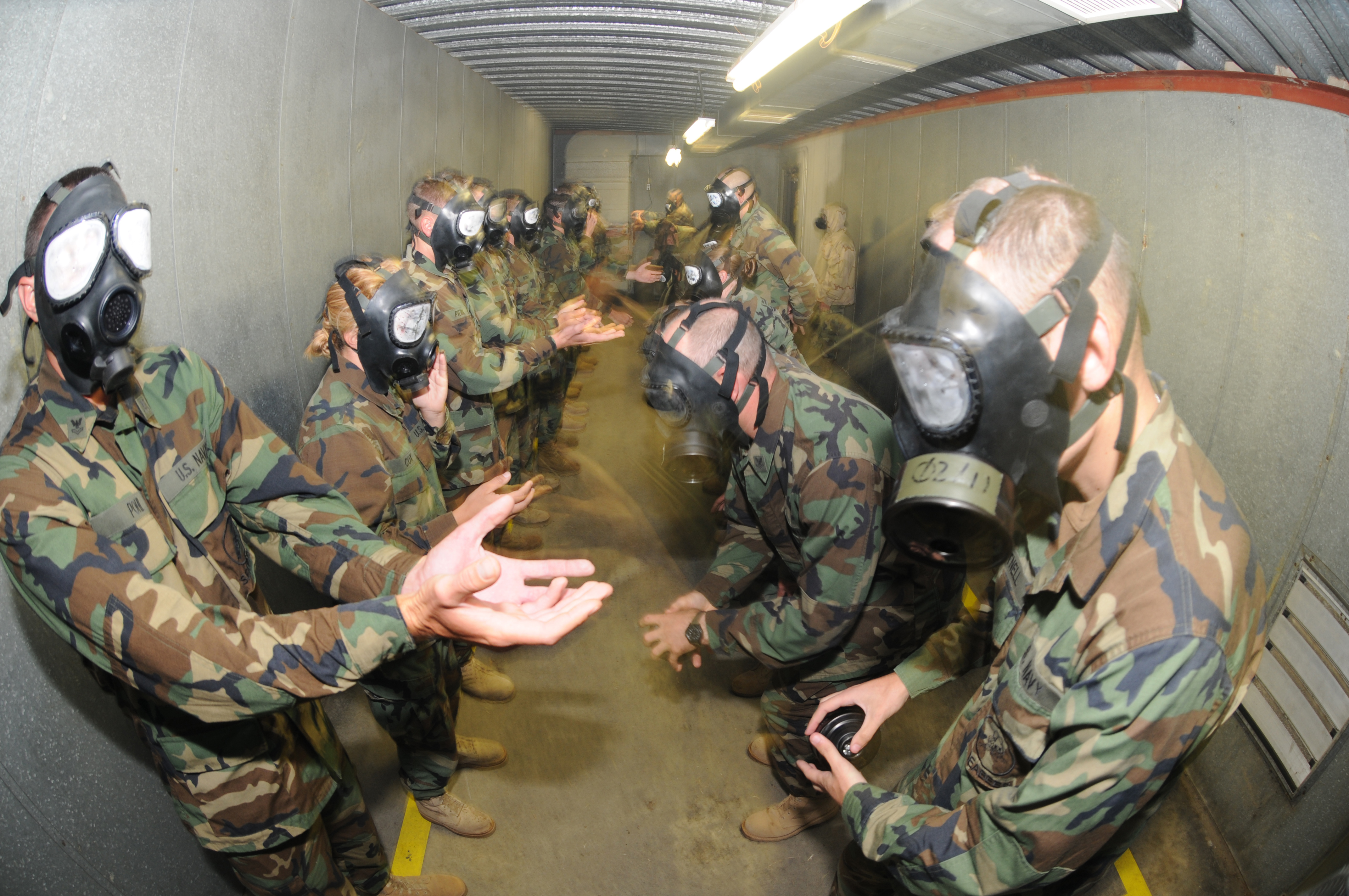
Chambre à gaz de l'US Navy.

Certaines armées utilisent des chambres à gaz pour entraîner leurs soldats au port du masque anti-gaz. Dans ce cas bien sûr, l'objectif n'est pas de donner la mort.